# Skarbki (Góry Izerskie)
Skarbki – grupa skałek w południowo-zachodniej Polsce, w Sudetach Zachodnich, w Górach Izerskich, na Grzbiecie Wysokim, na wysokości ok. 1040 m n.p.m., na grzbiecie szczytowym wzniesienia Zwalisko.

## Położenie
Skałki położone są w Sudetach Zachodnich, w środkowo-wschodniej części Gór Izerskich, we wschodniej części Wysokiego Grzbietu, na wzniesieniu Zwalisko, między wzniesieniem Izerskie Garby po zachodniej stronie a skałami Wieczorny Zamek po wschodniej stronie, około 1,6 km na południowy wschód od Rozdroża Izerskiego. W pobliżu znajduje się kopalnia kwarcytu "Stanisław".
Skarbki stanowią największą grupę skał na wąskim grzbiecie wzniesienia Zwalisko, na którym na przestrzeni kilkuset metrów znajduje się kilka grup skalnych. Grupę tworzą okazałe skały o kilkumetrowej wysokości zbudowane z warstwowych hornfelsów z soczewkowatymi żyłami kwarcu. Skałki są położone w obrębie bloku karkonosko-izerskiego, w strefie kontaktu granitoidowego masywu karkonoskiego oraz starszego metamorfiku izerskiego. Skały swą nazwę zawdzięczają sylwetce przypominającą zarysem dziwne postacie, nawiązujące do legendarnych Skarbków strzegących bogactw ziemi. Poniżej, na południowym zboczu Zwaliska (na wys. ok. 940 m n.p.m.) znajduje się grupa skalna – Skalny Dom.

## Turystyka
Przez skały prowadzą szlaki turystyczne:
- czerwony – Główny Szlak Sudecki im. M. Orłowicza prowadzący z Rozdroża pod Kopą do Wodospadu Kamieńczyka (przez Szklarską Porębę Huta)
- niebieski –  prowadzący z Izerskiej przez Rozdroże pod Cichą Równią do Szklarskiej Poręby Dolnej.
- zielony – prowadzący z Przełęczy Szklarskiej przez Rozdroże pod Cichą Równią do Rozdroża Izerskiego.

- Ze skałek roztacza się rozległa panorama na Góry Izerskie i Karkonosze. Na zachodzie po stronie czeskiej przy sprzyjającej pogodzie widoczny jest szczyt Izery.